# الوود هاینس
الوود هاینس (انگلیسی: Elwood Haynes؛ ۱۴ اکتبر ۱۸۵۷ – ۱۳ آوریل ۱۹۲۵) کارآفرین، مخترع، متالورژیست، پیشگام خودرو و صنعتگر اهل ایالات متحده آمریکا بود. او مارتنزیت، فولاد ضدزنگ را اختراع و یکی از اولین خودروهای ساخته شده در ایالات متحده را طراحی کرد.